# Aiphanes graminifolia
Aiphanes graminifolia är en enhjärtbladig växtart som beskrevs av Gloria A. Galeano och Rodrigo Bernal. Aiphanes graminifolia ingår i släktet Aiphanes och familjen Arecaceae.
Artens utbredningsområde är Colombia. Inga underarter finns listade i Catalogue of Life.